# Ante Žanetić
Ante Žanetić (Korčula, 18 de noviembre de 1936 - 18 de diciembre de 2014) fue un futbolista croata que jugaba en la demarcación de centrocampista.

## Biografía
Tras formarse en el BŠK Zmaj, en 1953 fichó por el HNK Dubrovnik, donde jugó durante un año. En 1954, el HNK Hajduk Splitse hizo con sus servicios para los siete años siguientes. Durante su etapa en el club croata. En 1955, consiguió ganar la Primera Liga de Yugoslavia y quedar finalista de la Copa de Yugoslavia, donde perdió contra el BSK Belgrado por 2-0. En 1961, empezó a vestir la camiseta del Club Brugge KV, y tras tres años, fichó por el RWDM, donde terminó su carrera como futbolista, después de haber ganado en 1965 la Segunda División de Bélgica, ascendiendo así de categoría.
Falleció el 18 de diciembre de 2014 en la ciudad de Wollongong en Australia a los 78 años de edad.

## Selección nacional
Debutó internacionalmente en un partido amistoso con la selección de fútbol de Croacia en 1956. En 1959, ya hizo su debut internacional en un partido FIFA con la selección de fútbol de Yugoslavia, con la que jugó 15 partidos. Entre ellos se encuentran partidos de la Eurocopa 1960 y de los Juegos Olímpicos de Roma 1960, donde ganó la medalla de oro.

## Clubes
| Club             | País              | Año         | Partidos | Goles |
| ---------------- | ----------------- | ----------- | -------- | ----- |
| HNK Dubrovnik    | RFP de Yugoslavia | 1953 - 1954 | ¿?       | ¿?    |
| HNK Hajduk Split | RFP de Yugoslavia | 1954 - 1961 | 250      | 41    |
| Club Brugge KV   | Bélgica           | 1961 - 1964 | 3        | 1     |
| RWDM             | Bélgica           | 1964 - 1966 | 1        | 0     |

## Palmarés

### Títulos nacionales
| Título                      | Equipo           | País       | Año  |
| --------------------------- | ---------------- | ---------- | ---- |
| Primera Liga de Yugoslavia  | HNK Hajduk Split | Yugoslavia | 1955 |
| Segunda División de Bélgica | RWDM             | Bélgica    | 1965 |